# Schlackenwäsche (Oberkochen)

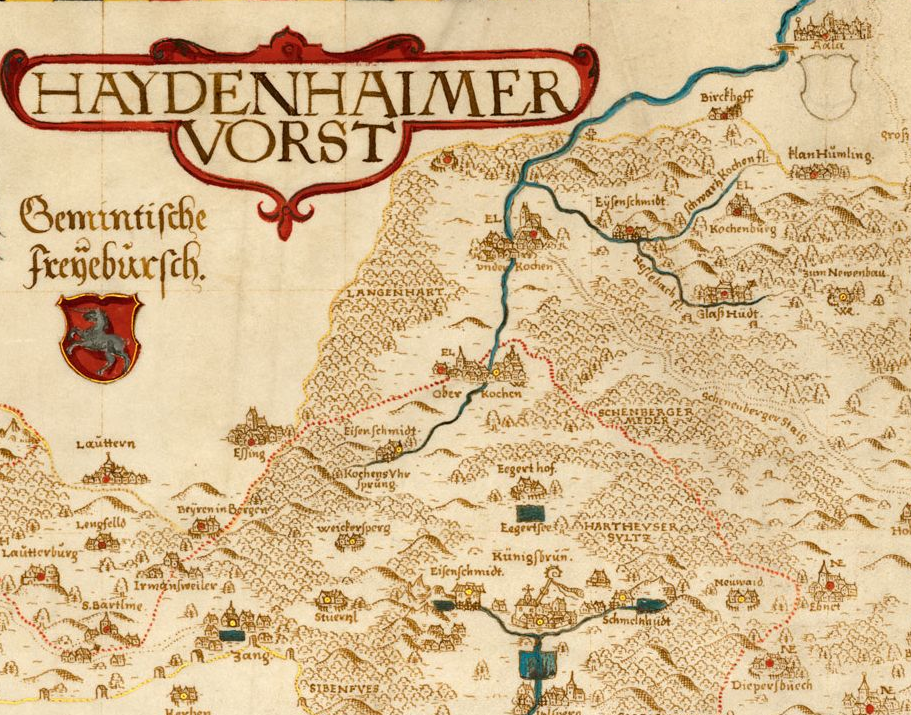
„Eisenschmidt“ am Kocherursprung auf der Karte des Heidenheimer Forstes von 1590

Schlackenwäsche war ab 1745 ein Ortsteil von Oberkochen, der am Ursprung des Schwarzen Kochers lag und Anfang des 20. Jahrhunderts abgegangen ist.

## Eisengewinnung von 1551 bis 1644

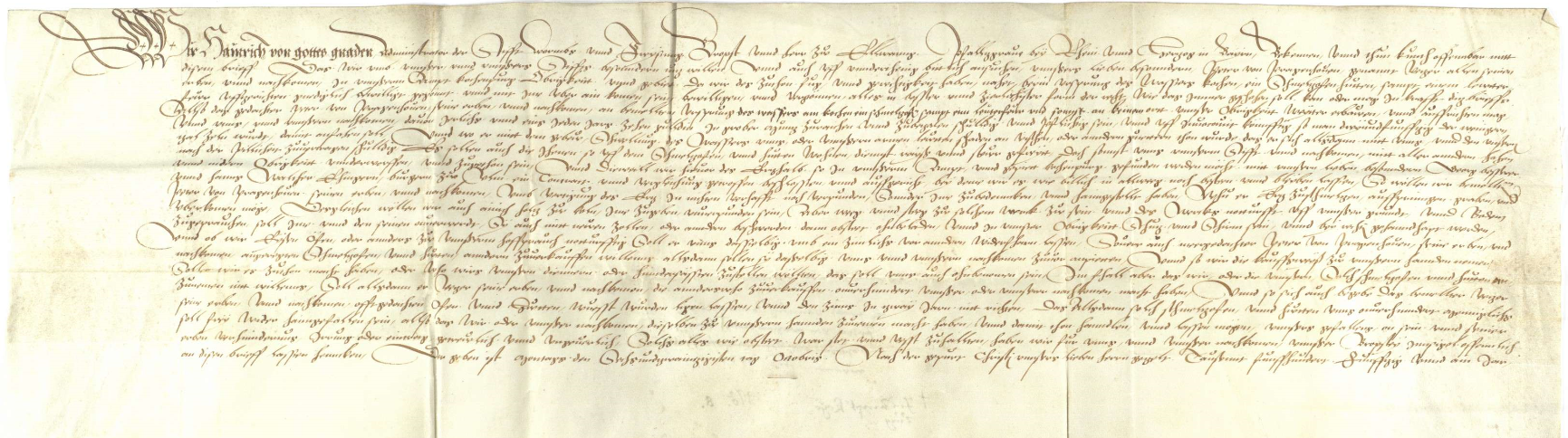
Verleihungsurkunde des Ellwanger Fürstpropsts Heinrich vom 26. Oktober 1551 für Peter von Brogenhofen

Peter von Brogenhofen, Vetzer genannt, erwarb am 26. Oktober 1551 vom Ellwanger Fürstpropst Heinrich von der Pfalz für zehn Gulden jährlich das Recht, am Ursprung des Kochers „ein schmelzofen, hutten sampt einem leuterfeur uffzerichten.“ In diesem Hüttenwerk wurde ein knappes Jahrhundert lang aus Eisenerz schmiedbares Eisen und Gusseisen hergestellt. 

### Hochofen und Läuterfeuer
In einem mit Holz befeuerten Hochofen wurde Bohnerz vom Zahnberg bei Königsbronn und aus der Nattheimer Gegend sowie Stuferz aus Aalen verhüttet. Die Gebläse des Hochofens wurden mit einem unterschlächtigen Wasserrad in einem künstlich angelegten Kocherkanal angetrieben. Aus dem Hochofen kam die Luppe, ein rotglühender, noch mit Holzkohleresten durchsetzter teigiger Eisenklumpen. Dieser wurde in einem Läuterfeuer entkohlt und vorwiegend in Barren gegossen, die man als Masseln bezeichnete.
Im Jahre 1565 wurden in Oberkochen 32 Zentner Ofenstücke, 396 Zentner Ofenplatten, 55 Zentner Kugeln und 4788 Zentner Masseleisen hergestellt. Dies waren in Summe 5.271 Hüttenzentner, die damals 115 Pfund (≙ 57,5 Kilogramm) entsprachen. Selbst mit dem heutigen Umrechnungsfaktor von 50 Kilogramm/Zentner waren dies 263 Tonnen Eisen, die man sich bei der Wichte von Eisen (7,87 g/cm³) als einen Würfel mit einer Kantenlänge von 3,2 Meter vorstellen kann. 
Für das Jahr 1569 sind für Oberkochen 5679 Zentner (284 Tonnen) in den damaligen Gewinnabrechnungen überliefert, während die benachbarte Eisenhütte in Königsbronn im selben Jahr sogar 9394 Zentner (470 Tonnen) produzierte. All dies war mit einem enormen Holzbedarf für die Befeuerung der Hochöfen und Läuterfeuer verbunden, sodass nicht das Erz, sondern der Holznachschub aus den anliegenden Wäldern einen ständigen Engpass darstellte.

### Schlackenpoche und Schlackenwäsche
Bei der Eisenerzeugung im Hochofen entsteht ein Schlacke genannter mineralischer Schmelzrückstand. 
Ein Hochofen erzeugt pro Tonne Gusseisen etwa 200 bis 300 kg Schlacke, wobei der Schlackenanteil bei dem damals in Oberkochen verwendeten Bohn- und Stuferz mit seinem geringen Eisenanteil noch höher gewesen sein muss. Auf Grund der Befeuerung mit Holzkohle war die Ofentemperatur damals relativ niedrig. Daher enthielt die Oberkochener Schlacke einen nicht zu vernachlässigenden Anteil Resteisen. Dieses Eisen konnte man verwerten, indem man die Schlacke in einer Schlackenpoche (Pochen = Klopfen, Stampfen) zerschlug, dann zermalmte und das Eisen von dem feinen Schlackensand durch Wasser ausschwemmte. Das gewonnene Resteisen wurde neu eingeschmolzen. Die Schlackenwäsche war also nach heutigem Sprachgebrauch eine Recyclinganlage für Gusseisen. Was mit der zerkleinerten Schlacke geschehen ist, ist nicht bekannt. Man verwendet sie heutzutage als Zusatzstoff für Zement, im Straßen- und Wegebau als Gesteinskörnung oder als mineralisches Düngemittel. Immerhin lässt sich für das Tiefentalsträßchen im Süden Oberkochens ein Unterbau aus Schlacke nachweisen.

### Wechselvolle Geschichte bis zum Ende im Dreißigjährigen Krieg
1564 wurde die Schmelzhütte am Kocher verkauft und hatte anschließend eine wechselvolle Geschichte mit sich häufig ablösenden Besitzern. 
Auf einer Karte des Heidenheimer Forstes aus dem Jahr 1590 ist dieses Hüttenwerk als „Eisenschmidt“ am „Kochensuhrsprung“ bei „Ober Kochen“ eingezeichnet. Der Begriff „Eisenschmiede“ wurde damals auch als Synonym für „Eisenschmelze“ verwendet und deutet deshalb nicht zwingend darauf hin, dass dort tatsächlich das Roheisen in einer Schmiede weiterverarbeitet wurde. 
Während des Dreißigjährigen Krieges, in dem die Einwohnerzahl Oberkochens von über sechshundert auf hundert Personen sank, gingen „Schmelzofen, Eisenschmidte, Schlackenpoche und Laborantenwohnhaus“ unter, wobei der Hauptgrund der Holzmangel war.  Der Ofen wurde 1644 abgebrochen und stattdessen zwischen 1645 und 1650 in Unterkochen ein neuer errichtet.

## Schlackenwäsche ab 1646
Nach Schließung der Eisenhütte im Dreißigjährigen Krieg wurden die noch übriggebliebenen Schlackenhalden südlich der Kocherquelle weiterhin verwertet. Zwischen 1646 und 1649 wurde zu diesem Zweck direkt am Kocherkanal eine neue Schlackenwäsche errichtet.

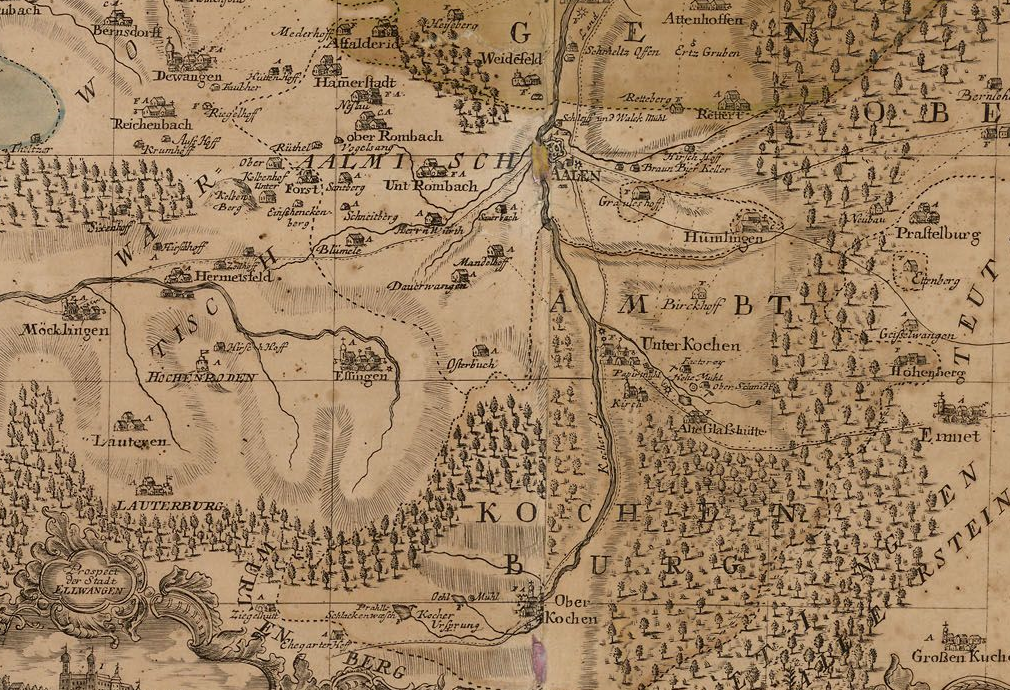
Prahlsche Schlackenwäsche auf der Karte der Fürstpropstei Ellwangen von Arnold Friedrich Prahl von 1746 (Ausschnitt)

1745 ließ Arnold Friedrich Prahl, Landbaumeister der Fürstpropstei Ellwangen, dem Schlacken von den Eisenwerken des Fürstpropsts überlassen wurden, die Schlackenwäsche neu erbauen. Ihr Betrieb wurde aber nach wenigen Jahren wieder aufgegeben.
Die Schlackenwäsche wurde anschließend als Wohngebäude genutzt und ist in einer Urkarte von 1830 mit der Hausnummer „Oberkochen 127“ eingezeichnet. In den Unterlagen des Landesvermessungsamtes sind für 1830 zwei Familien als Besitzer genannt: Die Familie Josef Hägele, Schreiner, und die Familie Michael Traber.
Die südlich am Kocherursprung angrenzende Flur, auf der sich heute ein landwirtschaftliches Anwesen (Heidenheimer Straße 140) befindet, wird in einer anderen Version der Urkarte von 1830 als „Schlackenweg“ bezeichnet. Dieser Name hat sich bis heute für das dortige Gewann erhalten.
Zwischen 1830 und 1840 wurde das Gebäude vergrößert. 1854 wurde die Schlackenwäsche als „ein Haus beim Ursprunge des Kochers, wo auch ein sogenannter Schlackenweg und eine Schmidtenhalde sich finden“, beschrieben. Die Schlackenwäsche hatte damals vierzehn katholische Einwohner (Oberkochen: 1.180 Einwohner, davon 705 Katholiken).
In der Folgezeit scheint es mit dem Einsiedlerhaus am Kocherursprung bergab gegangen sein. Das Gebäude wurde 1906 letztmals als bewohnt erwähnt und hatte damals noch fünf Bewohner. Es wurde kurz darauf, spätestens 1907, abgerissen.

## Name „Schwarzer Kocher“
Der Name des Schwarzen Kochers soll von seinem dunklen Flussbett herrühren. Diese Farbe kommt einerseits von den vermodernden Wasserpflanzen, vor allem aber von den dunklen Schlackensteinen auf seinem Grunde, die von dem früheren Schmelzofenbetrieb stammen.

## Narrenzunft „Schlagga-Wäscher“
Die im Jahre 1973 gegründete Oberkochener Narrenzunft „Schlagga-Wäscher“ hat den Namen ihres Fastnachtsvereins aus diesen geschichtlichen Zusammenhängen abgeleitet. Der „Schlagg“, das „Wäscherle“ und das „Miniwäscherle“ stehen als Symbolfiguren für das damals neu geschaffene Brauchtum. Diese Namenswahl ist aber auch ein Wortspiel mit dem schwäbischen Mundartbegriff „Schlagg“, der für einen Taugenichts steht.

## Schmiedestein oberhalb des Kocherursprungs
An die frühere Eisenverhüttung erinnert auch der Name des „Schmiedesteins“ (auch: „Schmidtestein“ oder „Schmiedefels“), eine Felsgruppe direkt oberhalb des Kocherursprungs auf 620 m ü. NHN, in dem sich eine als Kulturdenkmal ausgewiesene Höhle befindet. Es handelt sich um eine Dolomitfelsgruppe im Weißen Jura, an der infolge unterschiedlicher Verwitterungsstabilität des Gesteins bizarre Formen entstanden sind.

## Bilder

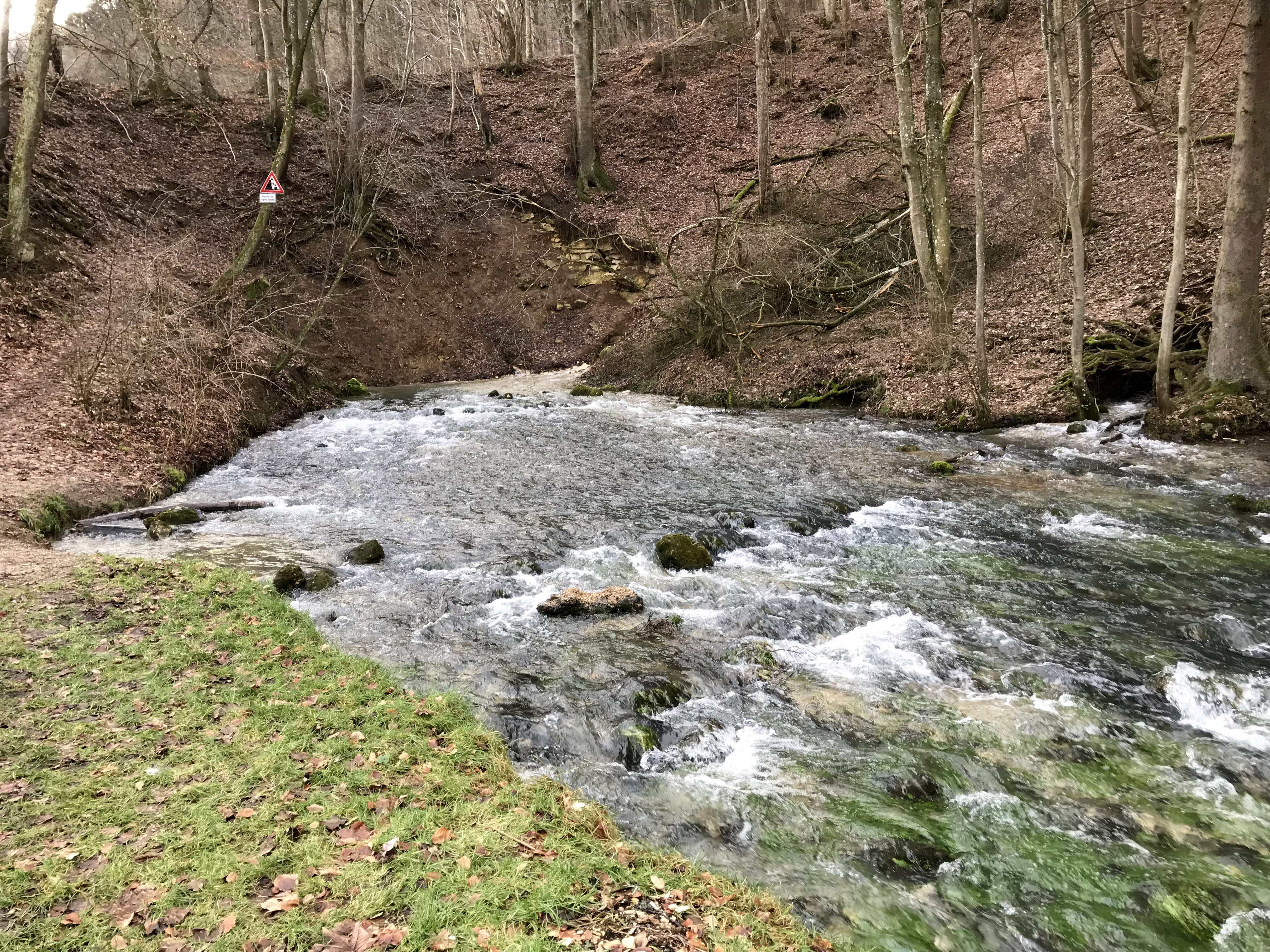
Ursprung des Schwarzen Kochers südlich von Oberkochen
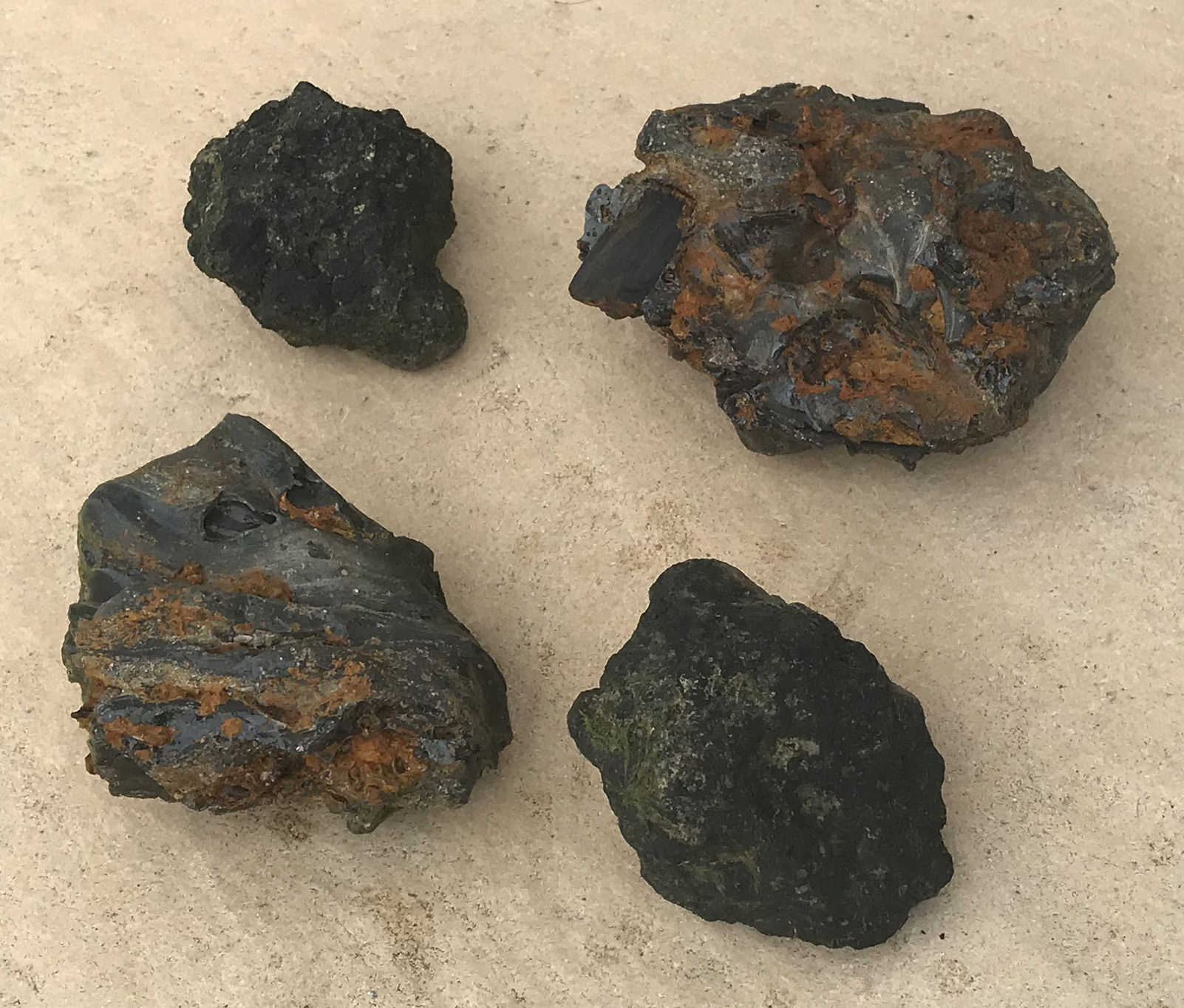
Beim Kocherursprung im Fluss gefundene schwarze Schlackensteine, teilweise mit rötlichen Eisenrückständen
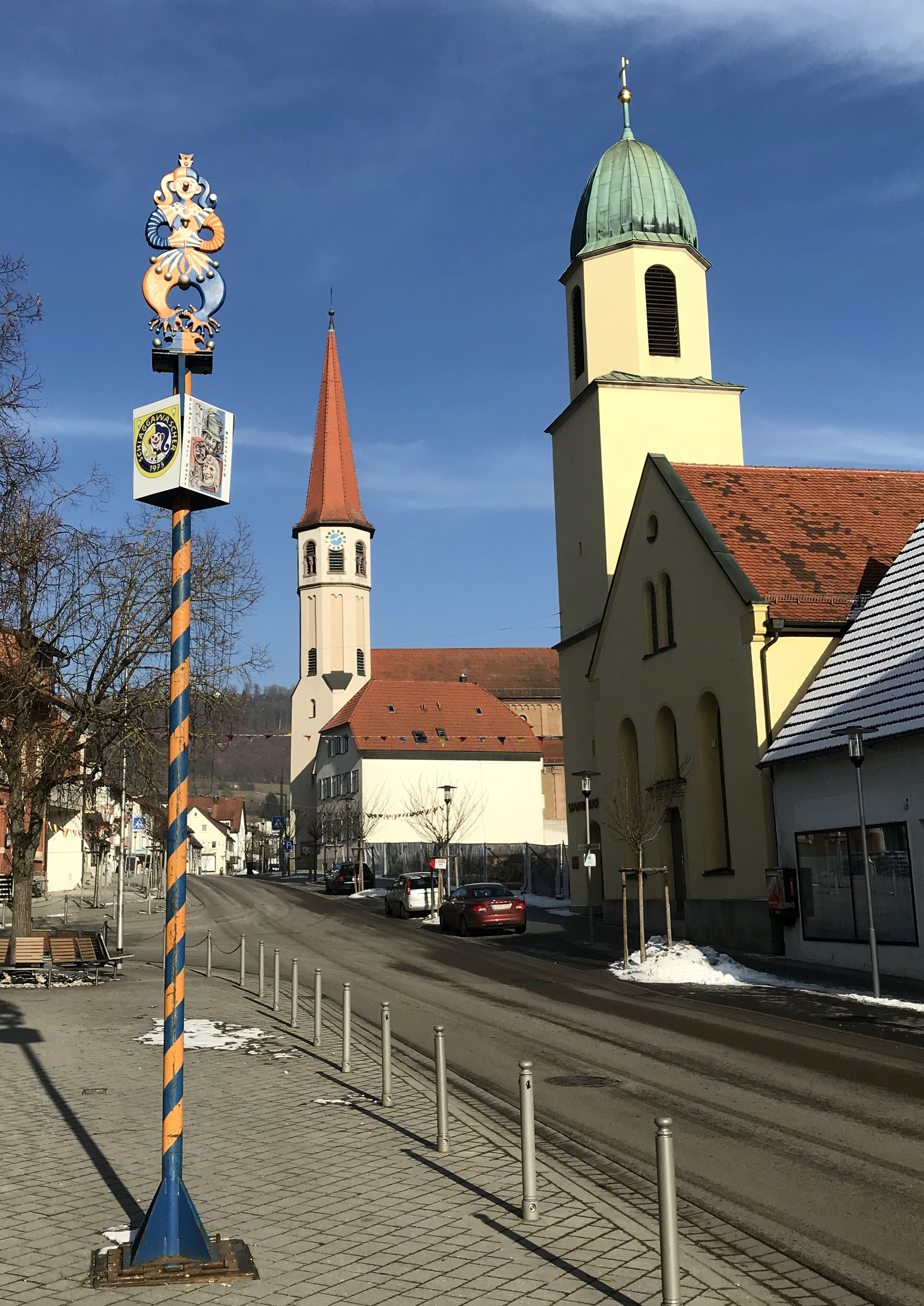
Der Narrenbaum in der Oberkochener Ortsmitte wird jedes Jahr vom „Schlagg“ der Oberkochener Narrenzunft gekrönt
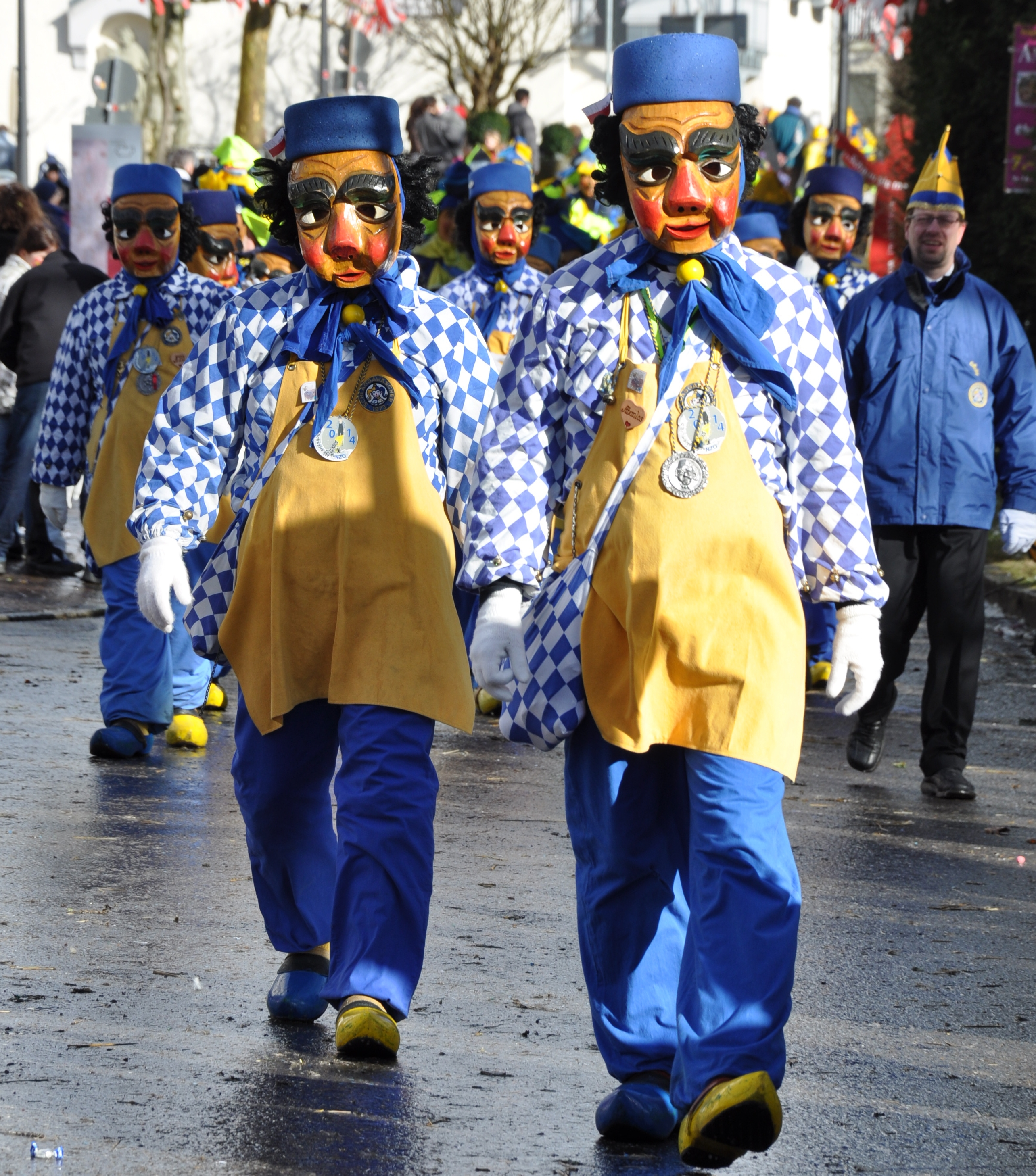
„Schlaggawäscher“ der Oberkochener Narrenzunft
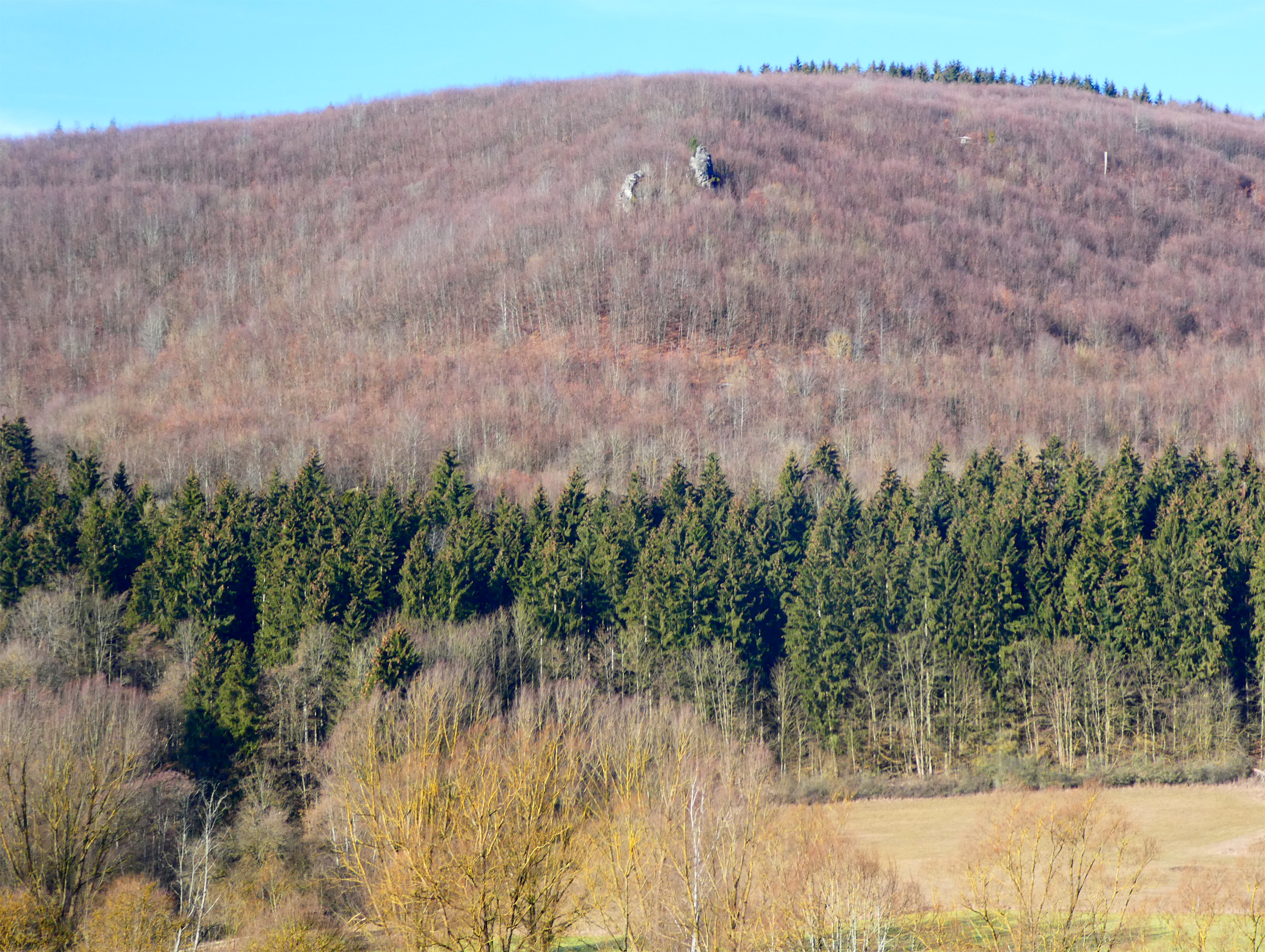
Schmiedestein, dessen Name an die frühere Eisenverhüttung am Kocherursprung unterhalb der Felsen erinnert
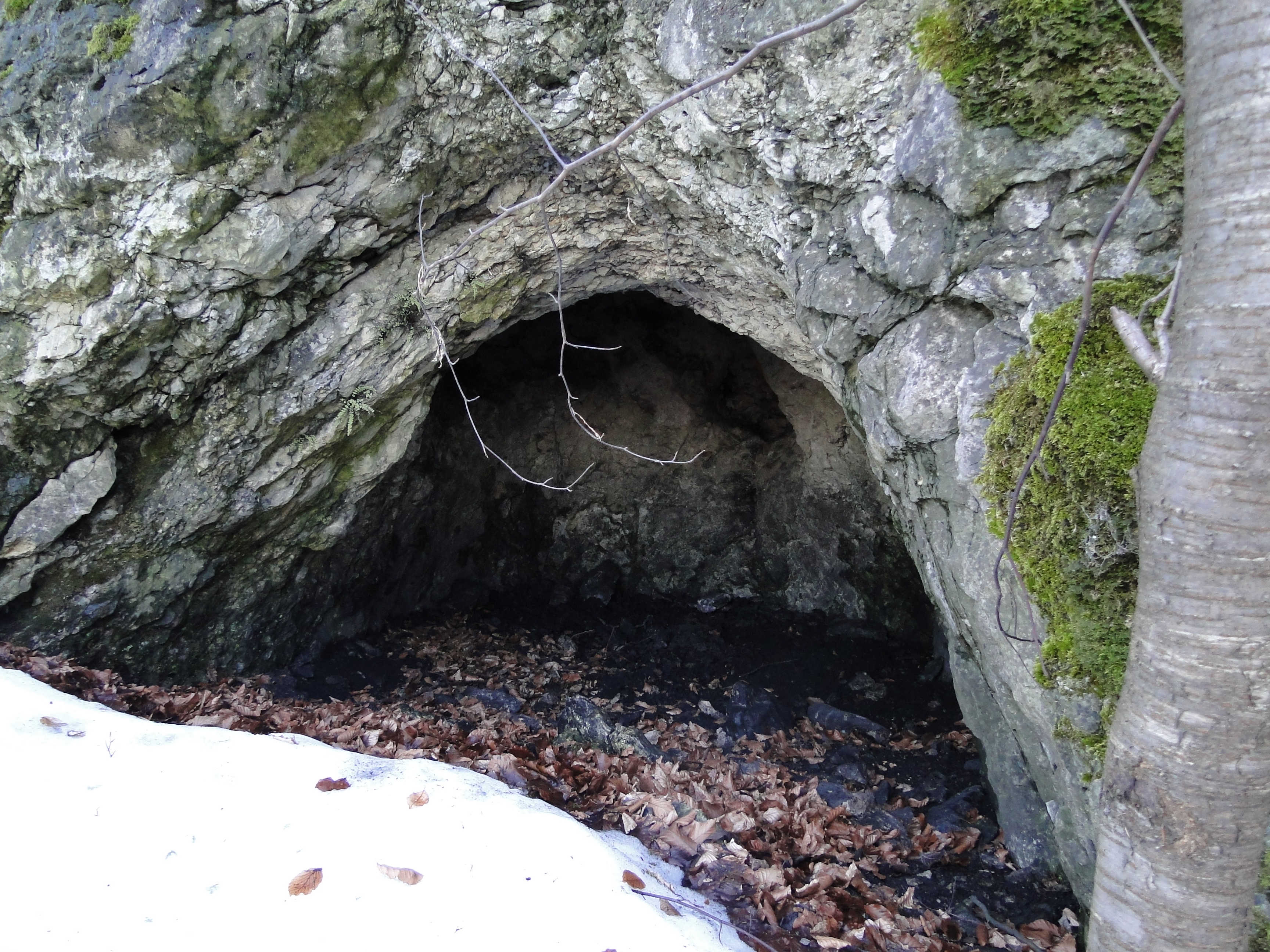
Schmiedesteinhöhle